# HD-ROM
Die HD-ROM (High-Density-ROM) ist eine Weiterentwicklung der CD-ROM von Norsam Technologies und IBM. Mit Hilfe eines nur 50 Nanometer feinen Ionenstrahls gelang es Anfang 1998, eine neuartige CD-ROM herzustellen, deren Speicherkapazität bei rund 165 Gigabyte liegt. Die HD-ROM vermag damit das 250-fache einer CD-ROM und das 30-fache einer DVD zu speichern. Das Medium wurde für die Aufbewahrung großer Datenbanken entwickelt und soll gegenüber traditionellen Archivierungsmedien wie Bandlaufwerken mit besserer Zugriffszeit und längerer Haltbarkeit punkten. Auf dem Markt durchsetzen konnte sich das System nicht.